# Салат (рід)

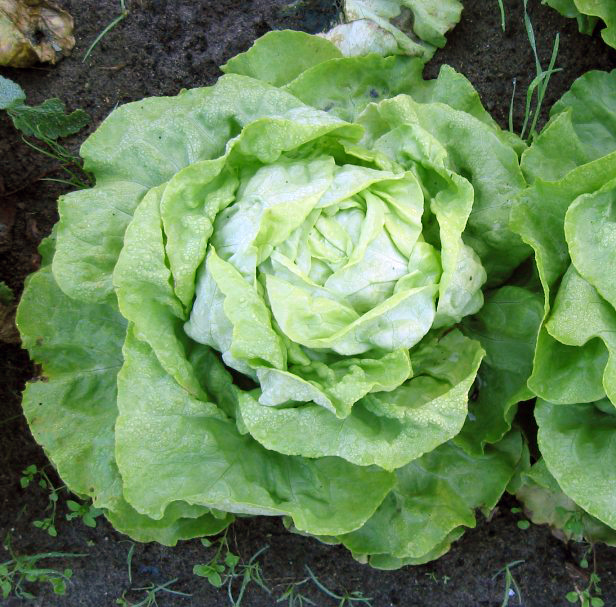
Салат посівний

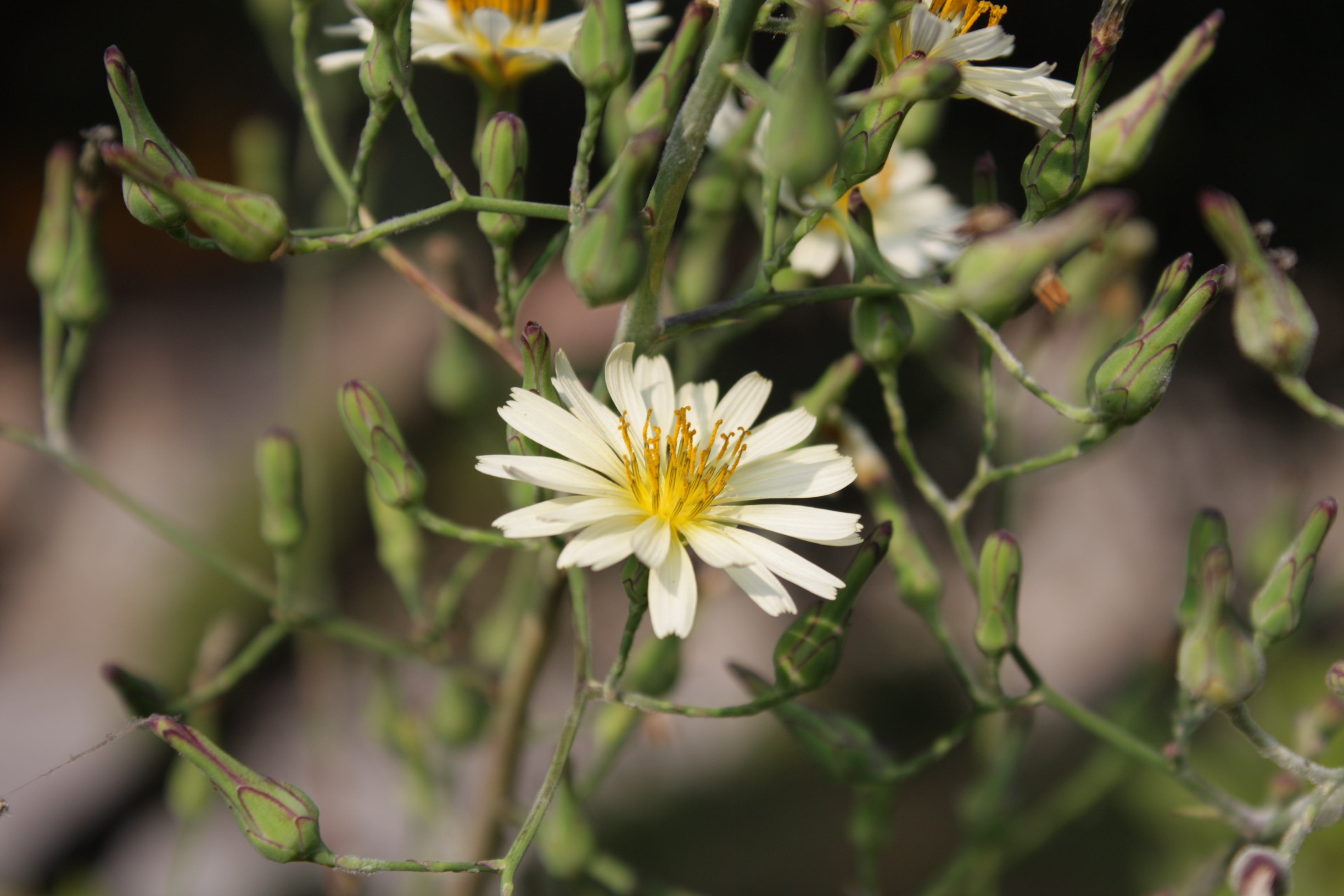
Lactuca indica

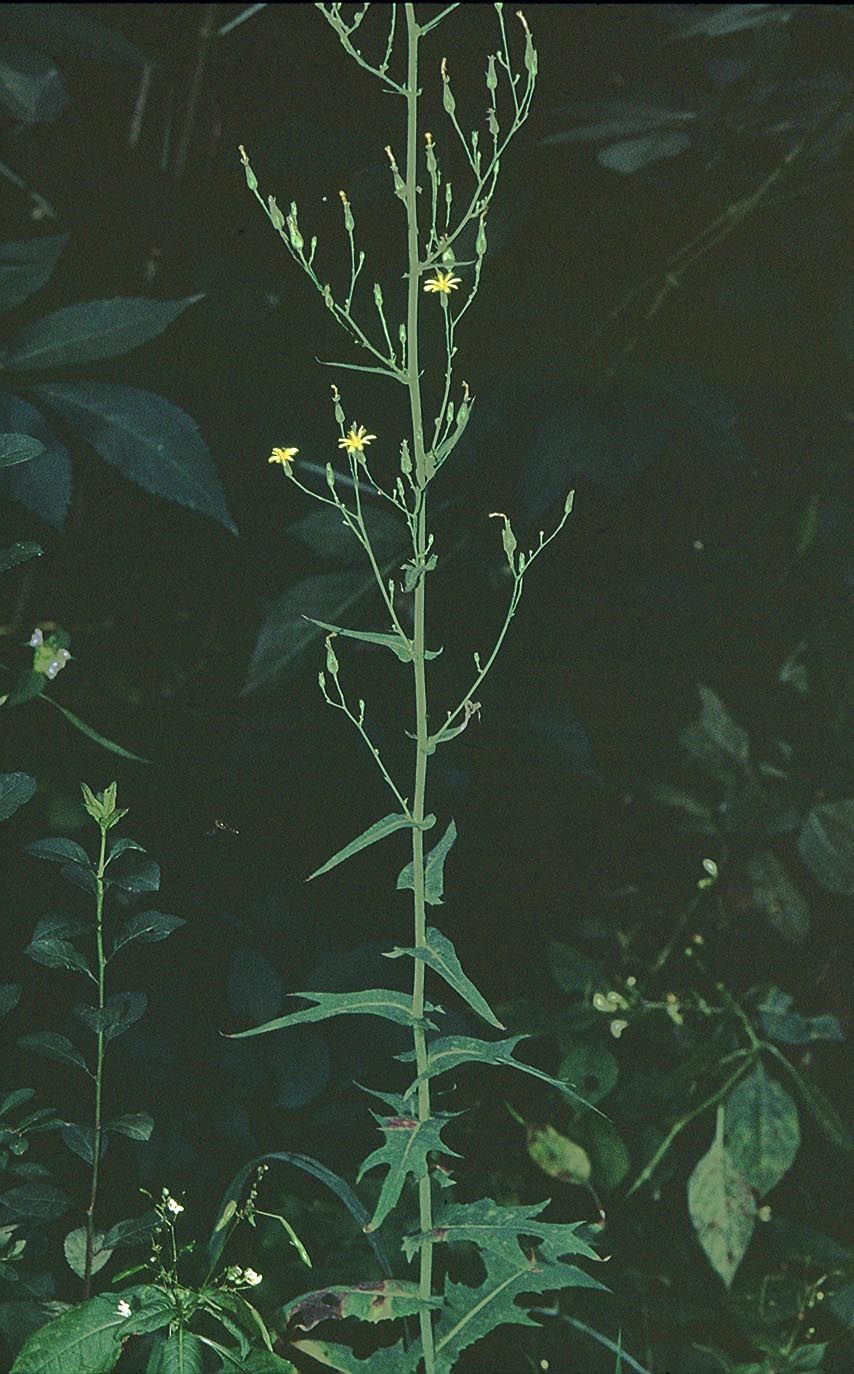
Lactuca quercina

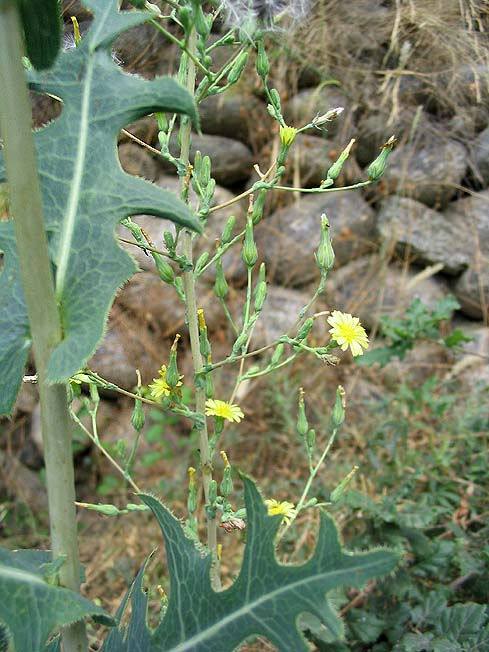
Lactuca serriola

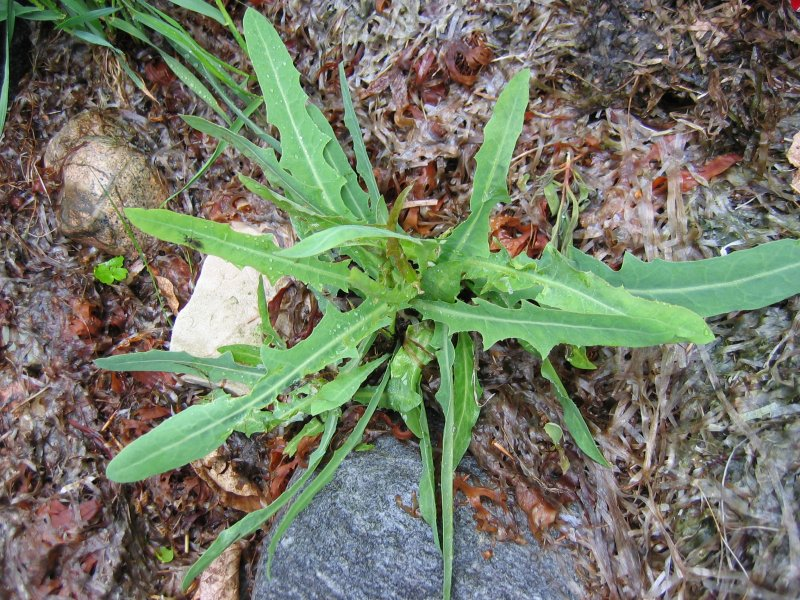
Lactuca tatarica

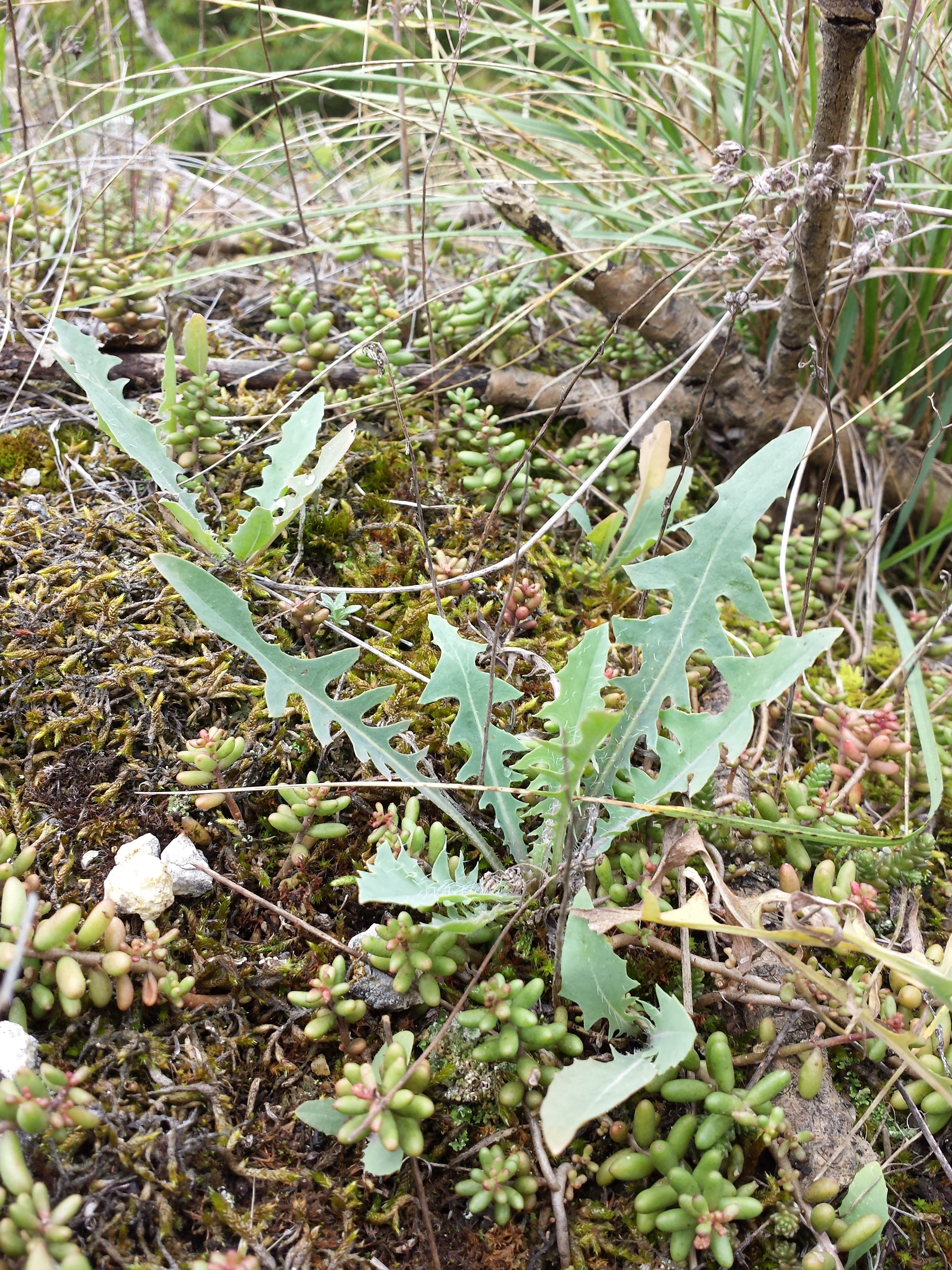
Lactuca viminea

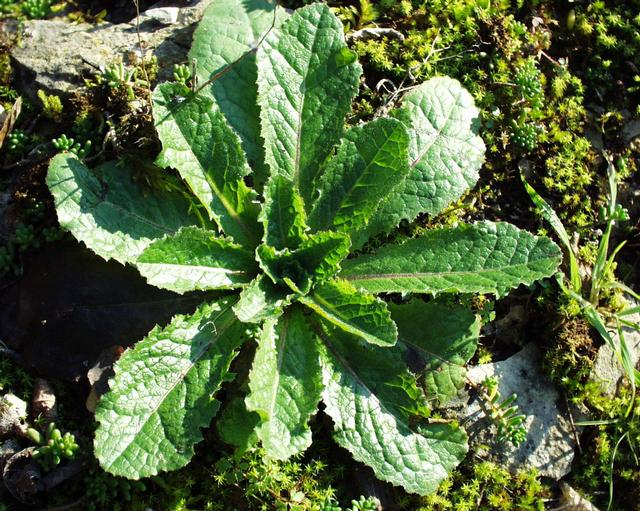
Lactuca virosa

Салат або Латук (Lactuca) — рід трав'янистих рослин родини айстрові (Asteraceae).

## Ботанічний опис
Види роду дуже різноманітні і представлені різними життєвими формами, такими як однорічні, дворічні і багаторічні трав'янисті рослини, або чагарники.

## Поширення
Поширені по усьому світу, але в основному у помірних районах Євразії. Більшість дикорослих видів ксерофіти, пристосовані до сухих місць, але є види, які віддають перевагу більш вологим регіонам, наприклад, живуть у горах центральної Африки.

## Види
Рід налічує від 50 до 75 видів.
Ті види, що позначені зірочкою (*), поширені в Україні.
- Lactuca acanthifolia
- Lactuca aculeata
- Lactuca acuminata
- Lactuca adenophora
- Lactuca alpestris
- Lactuca alpina (syn. Cicerbita alpina)[6]
- Lactuca altaica
- Lactuca attenuata[7]
- Lactuca aurea
- Lactuca azerbaijanica
- Lactuca biennis
- Lactuca calophylla
- Lactuca canadensis
- Lactuca corymbosa
- Lactuca crambifolia
- Lactuca cyprica
- Lactuca deltoidea
- Lactuca dissecta
- Lactuca dolichophylla
- Lactuca dregeana
- Lactuca dumicola
- Lactuca erostrata[8]
- Lactuca fenzlii
- Lactuca floridana
- Lactuca georgica
- Lactuca glaucifolia
- Lactuca graciliflora
- Lactuca graminifolia
- Lactuca haimanniana
- Lactuca henryi
- Lactuca hirsuta
- Lactuca hispida
- Lactuca homblei[9]
- Lactuca imbricata[10]
- Lactuca indica
- Lactuca inermis
- Lactuca intricata
- Lactuca jamaicensis
- Lactuca kanitziana
- Lactuca kochiana
- Lactuca lasiorhiza[11]
- Lactuca ludoviciana
- Lactuca mira
- Lactuca muralis
- Lactuca mwinilungensis[12]
- Lactuca nana[13]
- Lactuca orientalis
- Lactuca palmensis[14]
- Lactuca paradoxa
- Lactuca parishii
- Lactuca perennis
- Lactuca persica
- Lactuca petrensis
- Lactuca quercina
- Lactuca racemosa
- Lactuca raddeana
- Lactuca rechingeriana
- Lactuca rosularis
- Lactuca saligna - Латук солончаковий*
- Lactuca sativa – Латук посівний
- Lactuca scarioloides
- Lactuca schulzeana
- Lactuca schweinfurthii
- Lactuca serriola - Латук компасний*
- Lactuca setosa
- Lactuca sibirica
- Lactuca singularis[15]
- Lactuca songeensis
- Lactuca spinidens
- Lactuca stebbinsii[16]
- Lactuca stricta - Латук стиснутий*
- Lactuca takhtadzhianii
- Lactuca tatarica - Латук татарський*
- Lactuca tenerrima
- Lactuca tetrantha[17]
- Lactuca tinctociliata
- Lactuca triangulata
- Lactuca triquetra
- Lactuca tuberosa
- Lactuca ugandensis
- Lactuca undulata
- Lactuca viminea
- Lactuca virosa
- Lactuca watsoniana[18]
- Lactuca winkleri

## Використання
Найвідоміший представник - популярний овоч Латук посівний, у якого відомо багато сортів, що вирощують у комерційних масштабах та широко продають у цілому світі. Інші види є поширеними бур'янами.
Латук компасний є компасною рослиною.